# (37736) Jandl
(37736) Jandl – planetoida z pasa głównego asteroid okrążająca Słońce w ciągu 4 lat i 33 dni w średniej odległości 2,56 j.a. Została odkryta 15 listopada 1996 roku w Kleť Observatory w pobliżu Czeskich Budziejowic przez Janę Tichą i Miloša Tichego. Nazwa planetoidy pochodzi od Ivana Jandla (1937-1987), czeskiego aktora dziecięcego, który jako pierwszy Czech otrzymał Oskara. Przed nadaniem nazwy planetoida nosiła oznaczenie tymczasowe (37736) 1996 VU6.